# ویتوریو گریگولو
ویتوریو گریگولو (انگلیسی: Vittorio Grigolo؛ زاده ۱۹ فوریهٔ ۱۹۷۷) یک خواننده اهل ایتالیا است.